# KGB (Belarus)

Statssäkerhetskommittén vapen.

Republiken Belarus statssäkerhetskommitté (belarusiska: Камітэ́т дзяржа́ўнай бяспе́кі, КДБ, translit. Kamitét dzjarzháŭnaj bjaspjéki, KDB), i Sverige och Finland mest känd som KGB efter den ryska förkortningen КГБ (Комите́т госуда́рственной безопа́сности, translit. Komitét gosudárstvennoj bezopásnosti), är underrättelsetjänsten i Belarus.
Det är den enda underrättelsetjänst, jämte den i Transnistrien och den i Sydossetien, som har behållit namnet KGB efter Sovjetunionens fall.
Belarusiska KGB är det sovjetiska KGB:s efterträdare i Belarus. Felix Dzerzjinskij, som grundade tjekan (den ursprungliga bolsjevikiska underrättelsetjänsten), föddes i nuvarande Belarus.
KGB kontrolleras formellt av Belarus’ president Aleksandr Lukasjenko.